# Lisburn Distillery Football Club
El Lisburn Distillery Football Club és un club de futbol nord-irlandès de la ciutat de Lisburn.

## Història
El club va ser fundat el 1879, a Belfast oest. Jugà a Distillery Street fins a l'any 1971. Després compartí els estadis Skegoneill Avenue (Brantwood FC) i Seaview (Crusaders FC) durant alguns anys, fins que el 1980 es traslladà a New Grosvenor Stadium, Ballyskeagh, a Lambeg, als afores de la ciutat. Va ser conegut com a Distillery FC fins al 1999, any en què canvià el nom per Lisburn Distillery en un intent d'associar-se més properament a la nova ciutat d'adopció.

## Palmarès
- Lliga nord irlandesa de futbol: 6
  - 1895/96, 1898/99, 1900/01, 1902/03, 1905/06 (compartit amb Cliftonville), 1962/63
- Lliga nord irlandesa-First Division: 2
  - 1998/99, 2001/02
- Copa nord irlandesa de futbol: 12
  - 1883/84, 1884/85, 1885/86, 1888/89, 1893/94, 1895/96, 1902/03, 1904/05, 1909/10, 1924/25, 1955/56, 1970/71
- Gold Cup: 5
  - 1913/14, 1919/20, 1924/25, 1929/30, 1993/94
- County Antrim Shield: 14
  - 1888/89, 1892/93, 1895/96, 1896/97, 1899/00, 1902/03, 1904/05, 1914/15, 1918/19, 1919/20, 1945/46, 1953/54, 1963/64, 1985/86
- Ulster Cup: 2
  - 1957/58, 1998/99
- City Cup: 5
  - 1904/05, 1912/13, 1933/34, 1959/60, 1962/63

## Jugadors destacats
- Bobby Brennan
- Billy Crone
- Derek Dougan
- Billy Hamilton
- Bryan Hamilton
- George Kay
- Jimmy McIntosh
- Bertie McMinn
- Joe Meldrum
- Martin O'Neill
- Jack Reynolds
- Olphert Stanfield
- Roy Walsh